# Mahlamba Ndlopfu
Mahlamba Ndlopfu (en tsonga : Nouvelle Aube) est le nom de la résidence officielle du président de la république d'Afrique du Sud, située à Pretoria.
Auparavant connue sous le nom de Libertas, cette demeure de style « Cape Dutch » située près des Union Buildings, fut dessinée par l'architecte Gerard Moerdyk qui en acheva la réalisation en 1940. Destinée à l'origine à servir de résidence officielle au premier ministre d'Afrique du Sud, elle devint ultérieurement la résidence du président de la République après que ce poste eut été aboli en 1984.
En 1995, le bâtiment est rebaptisé de son nom actuel, lequel signifie « nouvelle aube » en langue Tsonga. L'édifice et les jardins qui l'entourent sont tous deux classés « National Heritage Site ».

## Origine et construction
À la fin des années 1930, le Premier ministre Jan Smuts et son gouvernement organisèrent un concours national pour sélectionner l'architecte qui dirigerait la construction de la nouvelle résidence officielle du chef du gouvernement sud-africain à Pretoria. Gerard Moerdijk, déjà connu pour avoir conçu les batiments de l'Université de Pretoria et le Monument aux Voortrekker, fut sélectionné par le jury nommé par le ministère des Travaux publics.
Moerdijk décida d'adopter le style Cape Dutch, un type de maison traditionnelle répandu chez les descendants Boers et Afrikaans en Afrique du Sud. Il adapta cependant ce style à un contexte plus luxueux afin que le lieu puisse exprimer le charme et la puissance de l'Union sud-africaine. Jan Smuts fut le premier chef de gouvernement à s'installer dans cette résidence, alors appelée Libertas (liberté en latin).

## Évolution
De 1940 à 1961, Libertas est la principale résidence officielle du Premier ministre de l'Afrique du Sud de l'Union sud-africaine. L'autre résidence officielle du Premier ministre est Groote Schuur, située au Cap. Le Premier ministre est alors le chef du gouvernement, tandis que le gouverneur général de l'Afrique du Sud représente le monarque britannique, ce dernier étant le souverain et le chef de l'État en titre.
Le 31 mai 1961, l'Union devient officiellement la République d'Afrique du Sud, à la suite d'un référendum organisé par le Premier ministre Hendrik Verwoerd l'année précédente. Le pays est contraint de quitter le Commonwealth en raison de ses lois d'« apartheid », auxquelles les autres anciennes colonies britanniques et le Royaume-Uni étaient hostiles. Les fonctions et titres royaux sont supprimées, et le rôle de chef d'État transféré au nouveau président de la République d'Afrique du Sud.
En septembre 1983, une nouvelle constitution est adoptée et entre en vigueur l'année suivante en septembre 1984. Elle supprime le poste de Premier ministre tandis que le président de la République devient à la fois chef du gouvernement et chef de l'État. Par la suite, Libertas est l'une des résidences officielles du président de l'État, aux côtés de Tuynhuys et Westbrooke (depuis rebaptisée Genadendal) sur le domaine de Groote Schuur au Cap et de King's House (depuis rebaptisée Dr John Dube House) à Durban.
En 1994, la nouvelle constitution abolie la fonction de président de l'État, remplacée par celle de Président de la République d'Afrique du Sud. Libertas, Tuynhuys, Genadendal et King's House demeurent les résidences officielles du nouveau président.

## Résidents
- Premier ministre Jan C. Smuts (1870–1950) , résident de 1940 à 1948.
- Premier ministre Daniel Francois Malan (1874–1959), résident de 1948 à 1954
- Premier ministre Johannes Strijdom (1893–1958), résident de 1954 à 1958.
- Premier ministre Hendrik F. Verwoerd (1901–1966), résident de 1958 à 1966.
- Premier ministre Balthazar J. Vorster (1915–1983), résident de 1966 à 1978.
- Premier ministre puis Président de l’État (à partir de 1984) Pieter W. Botha (1916–2006), résident de 1978 à 1989.

- Président de l’État Jan C. Heunis (1927–2006), résident de janvier à mars 1989.
- Président de l’État Frederik Willem De Klerk (1936–2021), résident de 1989 à 1994.

- Président Nelson Mandela (1918–2013), résident de 1994 à 1999.
- Président Thabo Mbeki (né en 1942), résident de 1999 à 2008.
- Président Kgalema Motlanthe (né en 1949), résident de 2008 à 2009.
- Président Jacob Zuma (né en 1942), résident de 2009 à 2018.
- Président Cyril Ramaphosa (né en 1952), résident depuis 2018.